# Chi Mía
Chi Mía (danh pháp khoa học: Saccharum) là một chi thực vật gồm 6-37 loài cây thân thảo, tùy theo hệ thống phân loại. Chúng là các loại cỏ sống lâu năm, thuộc tông Andropogoneae của họ Hòa thảo (Poaceae), bản địa khu vực nhiệt đới và ôn đới ấm của Cựu Thế giới. Chúng có thân to mập, chia đốt, chứa nhiều đường, cao từ 2–6 m. Tất cả các dạng mía đường được trồng ngày nay đều là các dạng lai ghép nội chi phức tạp.

## Các loài
Một số loài được liệt kê dưới đây.
- Saccharum alopecuroides
- Saccharum angustifolium
- Saccharum arundinaceum: Lau
- Saccharum asperum
- Saccharum balansae
- Saccharum beccarii
- Saccharum bengalense
- Saccharum brevibarbe

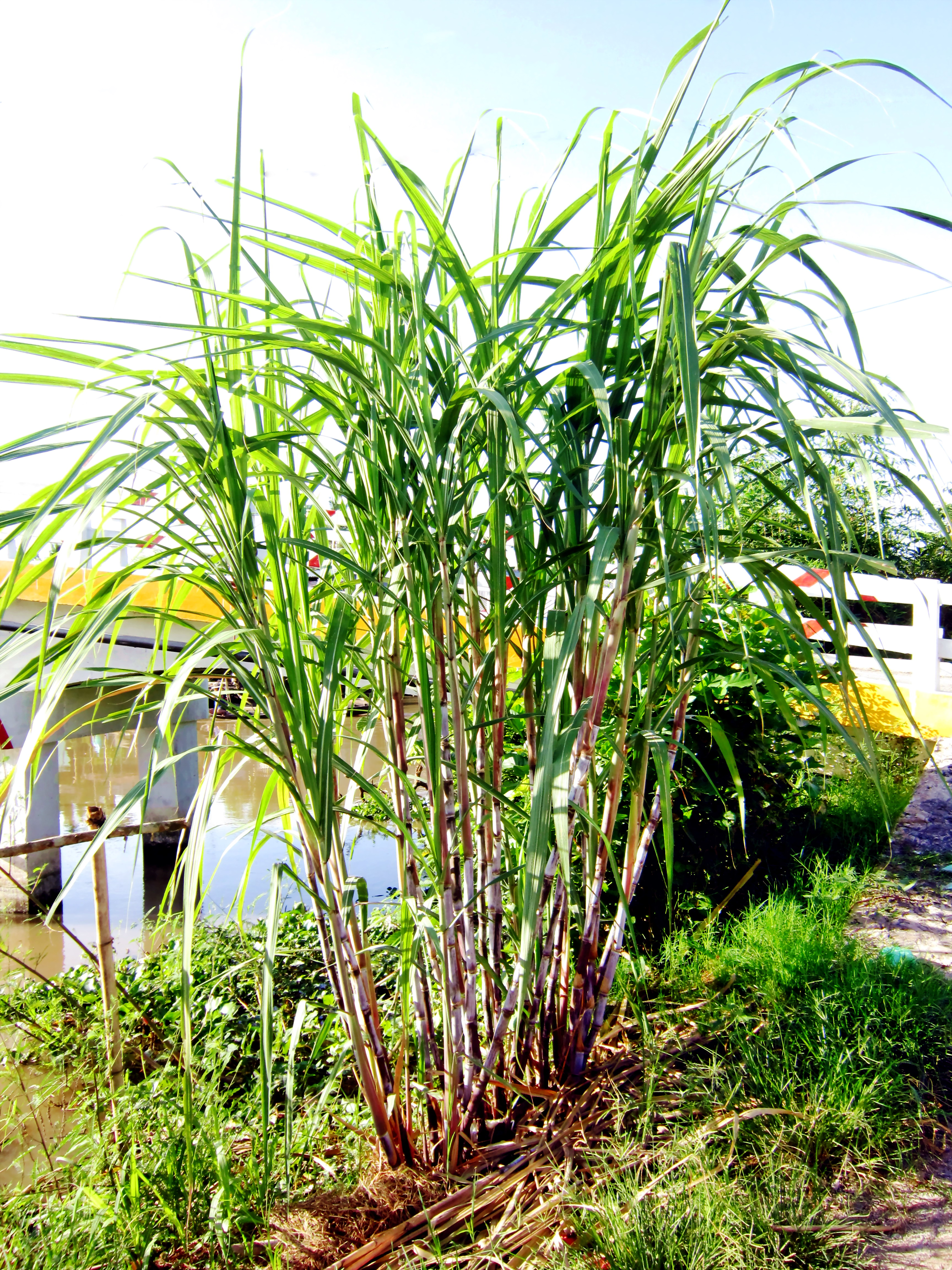
Một khóm mía

  - Saccharum brevibarbe var. brevibarbe
- Saccharum coarctatum
- Saccharum contortum
- Saccharum fallax
- Saccharum filifolium
- Saccharum formosanum
- Saccharum giganteum
- Saccharum griffithii
- Saccharum hildebrandtii
- Saccharum kajkaiense
- Saccharum kanashiroi
- Saccharum longisetosum
- Saccharum macrantherum
- Saccharum maximum
- Saccharum narenga
- Saccharum officinarum: Mía (loài này có được trồng tại Việt Nam)
- Saccharum perrieri
- Saccharum procerum
- Saccharum ravennae
- Saccharum robustum
- Saccharum rufipilum
- Saccharum sikkimense (đồng nghĩa: Saccharum barberi)
- Saccharum sinense: Mía lau
- Saccharum spontaneum: Lách, đế
  - Saccharum spontaneum subsp. aegyptiacum
  - Saccharum spontaneum var. edulis (đồng nghĩa: Saccharum edule)
- Saccharum stewartii
- Saccharum strictum
- Saccharum viguieri
- Saccharum villosum
- Saccharum wardii
- Saccharum williamsii

## Hình ảnh

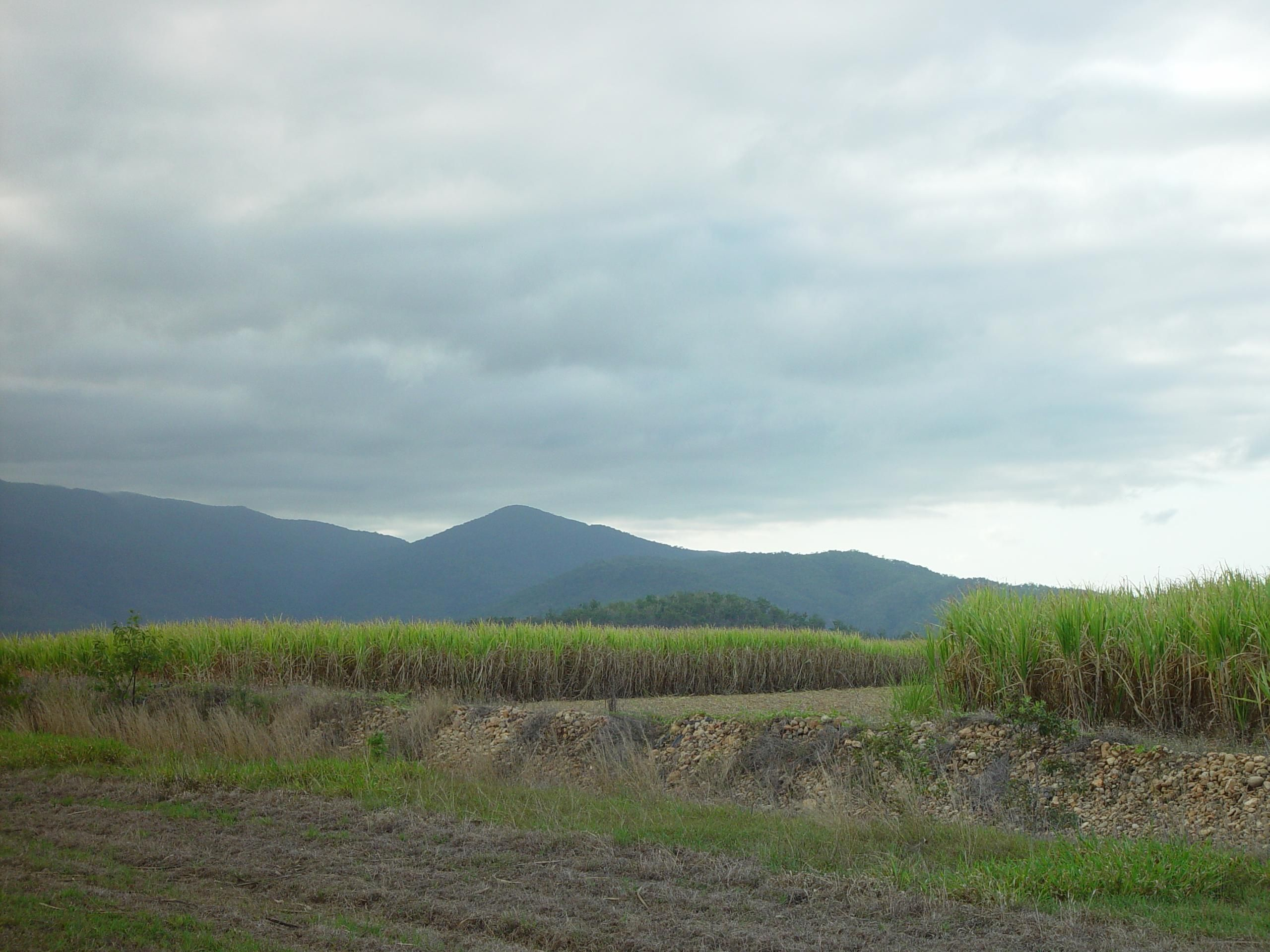
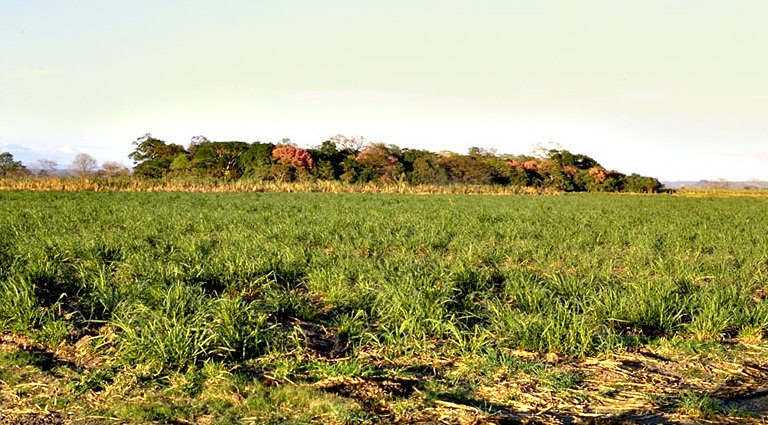